# Rodogunda
Rodogunda (fr. Rodogune) – tragedia Pierre’a Corneille’a wystawiona w roku 1644, osnuta wokół wydarzeń związanych z panowaniem królowej syryjskiej Kleopatry Thei.

## Data powstania utworu
Tragedia została napisana i wystawiona w 1644 roku.

## Osoby
| Osoba     | Jej rola w dramacie                              |
| --------- | ------------------------------------------------ |
| Kleopatra | królowa syryjska, wdowa po Demetriuszu Nikanorze |
| Seleukos  | syn Demetriusza i Kleopatry                      |
| Antioch   | syn Demetriusza i Kleopatry                      |
| Rodogunda | siostra Fraatesa, króla Partów                   |
| Timagen   | opiekun książąt                                  |
| Oront     | ambasador króla Fraatesa                         |
| Laonika   | siostra Timagena, zaufana Kleopatry              |

## Treść
Akcja dramatu rozgrywa się w Seleucji w pałacu królewskim.

### Akt I
Po zakończeniu wojny z Partami Timagen i Laonika snują wspomnienia o minionych wydarzeniach, o tym jak król Demetriusz dostał się do niewoli partyjskiej, a w Syrii powstał uzurpator Tryfon; o tym jak królowa, Kleopatra, obawiając się o życie swych synów wysłała ich do Aleksandrii, do brata, króla Egiptu; o straceniu przez Tryfona najstarszego syna Kleopatry i o oblężeniu Seleucji i o żądaniu ludu, by królowa poślubiła brata Demetriusza, Antiocha VII Sidetesa; o pokonaniu przezeń uzurpatora i o wojnach jakie podjął przeciw Partom.
Książę Seleukos chce się zrzec przypadającego mu na mocy starszeństwa tronu, byle mógł poślubić Rodogundę. Okazuje się jednak, że i młodszy Antioch jest w niej zakochany i również gotów jest zrzec się władzy. Bracia dochodzą do wniosku, że Rodogunda może być tylko królową i kto by wyrzekł się władzy zdradziłby miłość do niej. Nie chcą jednak, by miłość zniszczyła ich przyjaźń. Timagen jest pełen obaw, stosunki królowej matki, Kleopatry i Rodogundy są bowiem napięte. Po śmierci Antiocha Sidetesa w wojnie z Partami tron syryjski objął wypuszczony z partyjskiej niewoli Demetriusz Nikanor, który nie chciał darować żonie, że za jego życia wyszła za jego brata i wyniósł do godności królowej syryjskiej księżniczkę partyjską, Rodogundę. Próbował także pozbawić życia swoich synów z małżeństwa z Kleopatrą, znajdujących się pod opieką stryja w Egipcie i zginął. Po jego śmierci Kleopatra wtrąciła Rodogundę do więzienia i bardzo źle ją traktowała. Dopiero oblężenie Seleucji przez Partów skłoniło ją do uwolnienia księżniczki partyjskiej. W pokoju pomiędzy obydwoma krajami uzgodniono, że Rodogunda zasiądzie na tronie syryjskim jako żona następcy tronu.
Rodogunda obawia się kolejnych represji ze strony Kleopatry, choć Laonika upewnia ją, że królowa jej przebaczyła doznane zniewagi. Królewna jest zakochana w jednym z książąt i mocno się obawia, że nie on zostanie jej mężem. Nie chce jednak wyjawić Laonice jego imienia.

### Akt II

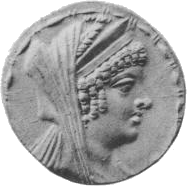
Moneta z wizerunkiem Kleopatry Thei.

Kleopatra wyznaje Laonice, że jej celem jest rządzić samodzielnie Syrią. Teraz zaś, gdy Partowie mają problemy na wschodzie, zamierza pozbyć się Rodogundy. Swoim synom przedkłada jak wiele zniosła trudów i upokorzeń, by zachować dla nich królestwo. Synowie twierdzą, że nie chcą władzy i wolą, by matka władała państwem. Wzruszona królowa sądzi, że nie chcą poślubić Rodogundy, która tyle cierpień przysporzyła ich matce. Oznajmia więc, że zgodnie z jej decyzją, temu z braci przypadnie przywilej starszeństwa i prawo do tronu, kto zabije Rodogundę. Bracia są wstrząśnięci. Dochodzą do wniosku, że matka nie dla nich ale dla siebie walczyła o królestwo. Postanawiają sięgnąć po władzę wbrew matce wspólnie z Rodogundą.

### Akt III
Laonika ostrzega Rodogundę o zamiarach królowej względem niej. Królewna chce ratować się ucieczką. Jej ambasador, Orontes, uważa jednak ucieczkę za niemożliwą i radzi podjąć walkę z królową o dotrzymanie warunków pokoju, przy pomocy zakochanych w Rodogundzie synów królewskich. Królewna chce pomścić jego śmierć swego męża, skrytobójczo zamordowanego przez Kleopatrę. Seleukos i Antioch proszą ją, by wskazała tego z nich, którego kocha, a oni zgodzą się na takie prawo starszeństwa. Rodogunda rozstrzyga, że ten zdobędzie jej serce kto pomści na matce śmierć ich ojca. Bracia są zdruzgotani, miłość i władza wymagają od nich albo hańby albo zbrodni. Seleukos nie chce płacić takiej ceny, Antioch ma nadzieję, że potrafi zmiękczyć jej serce Rodogundy i doprowadzić do jej pojednania z matką.

### Akt IV
Rodogunda pozostaje nieczuła na argumenty i zaklęcia Antiocha. Wyznaje mu, że to jego naprawdę kocha, musi jednak pozostać posłuszna postanowieniom zawartego pokoju i oddać rękę temu, którego przeznaczy jej królowa. Antioch przedkłada matce, że obaj z bratem kochają Rodogundę. Kleopatra widząc, że nic w ten sposób nie uzyska, oświadcza, że Antioch wzruszył jej serce i zgadza się na objęcie przezeń tronu i jego ślub z Rodogundą. Próbuje teraz pobudzić do zazdrości Seleukosa, ten jednak stwierdza, że jest szczęśliwy szczęściem brata i zostanie jego wiernym poddanym. Przyjaźń z Antiochem stawia na pierwszym miejscu. Kleopatra postanawia użyć innych środków.

### Akt V

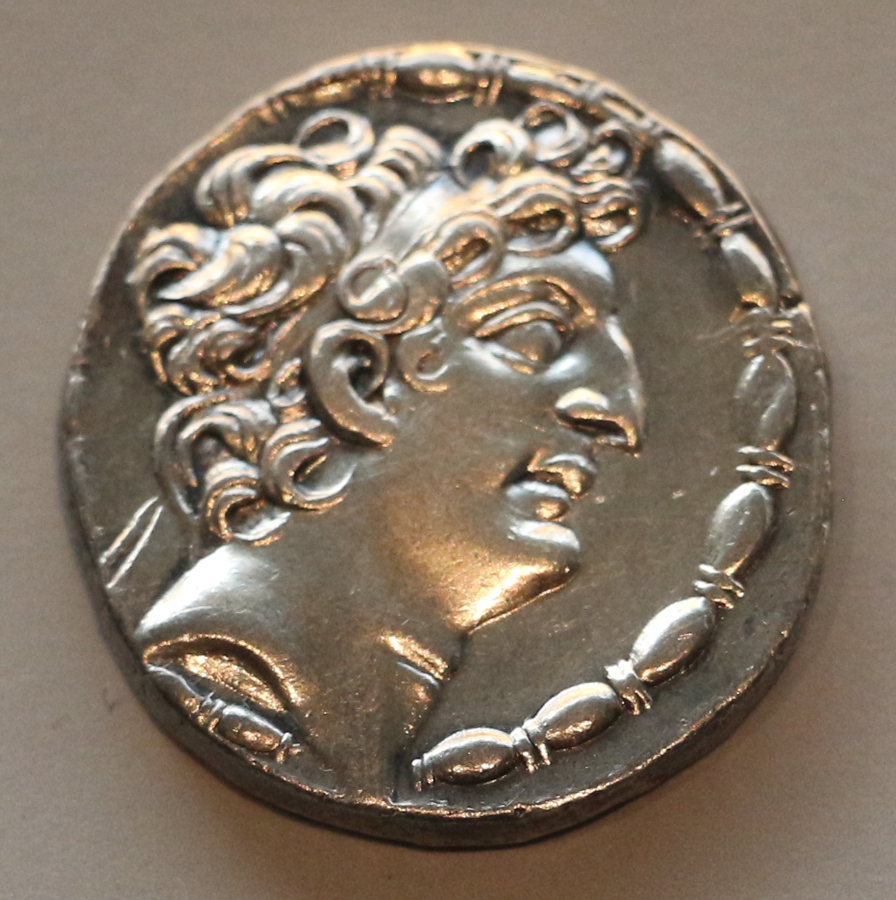
Antioch VIII Grypos. Tetradrachma

Kleopatra, która uśmierciła Seleukosa, przygotowuje kielich małżeński z winem i trucizną, by się pozbyć drugiego syna i Rodogundy. Gdy podaje kielich Antiochowi, zjawia się Timagen z wiadomością, że znalazł w parku umierającego Seleukosa, który zdążył jeszcze przekazać bratu, żeby strzegł się ręki, którą obydwaj kochali. Antioch jest zrozpaczony śmiercią brata. Nie wie czy ma się strzec matki czy narzeczonej. Kleopatra oskarża Rodogundę, ta próbuje się bronić, wskazując, że to Kleopatra zabiła męża. Antioch nie chce żyć po stracie brata w ciągłej niepewności kto jest jego wrogiem. Kiedy bierze kielich z ręki Rodogundy, wzbudza w niej podejrzenia co do jego zawartości. Rodogunda zwraca się Kleopatry, by sama upiła z kielicha. Kleopatra pije, przeklina syna wraz z przyszłą synową i umiera.

## Analiza
Rodogunda należy do trylogii tragedii potworów, do których zalicza się jeszcze Teodorę i Herakliusza. Reprezentują one nowy typ tragedii, w której Corneille pozostawia na boku historię, która służy tylko potwierdzeniu istnienia określonych osób i ideologię, tematem tragedii jest bowiem brutalna i podstępna walka o władzę. Sztuka jest w zamian za to bardzo dobrze skonstruowana. Autor umiejętnie dozuje patos, nie wzbrania się przed barokowym okrucieństwem, przed scenami szarpiącymi nerwami, jak scena skosztowania być może zatrutego wina. Postać głównej bohaterki, Kleopatry, kobiety o nieugiętej woli i wysokiej inteligencji wprowadza na scenę teatru Corneille'owskiego bohatera diabolicznego.
Kleopatra zabija świadomie, z wolnej woli. Nie podlega instynktom płci czy wybuchom gniewu. Nie jest bezwolną ofiarą fatum. Nie szuka też cnoty. Saint-Evremond pisał w 1767 roku, że nie jest, ani lepsza, ani gorsza od dziesiątków monarchiń azjatyckich, które zabijały swych ojców lub synów, byle tylko utrzymać się u władzy. Kleopatra zaciekle walczy, by przezwyciężyć swą naturę, swą potęgę potwierdza jednak nie cnotą ale zbrodnią. Należy do tego samego rzędu bohaterów co Cyd czy Horacjusz, tylko ze znakiem ujemnym. Lessing określa ją jako nienaturalną kobietę, o to jednak autorowi chodziło, żeby wzniosła się ponad naturalne poruszenia i potrzeby. Bohater zdolny do poświęceń, który przerasta samego, siebie jak August w Cynnie, ustępuje w Rodogundzie miejsca osobie, gwoli chwały gotowej zstąpić do piekieł.